# K. Chengalaraya Reddy

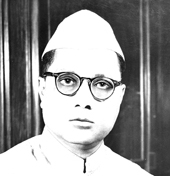
K. Chengalaraya Reddy (1952)

Kysambally Chengalaraya Reddy (Bangla: কে. চেঙ্গালারায়া রেড্ডি, Hindi: के. सी. रेड्डी, Kannada: ಚೆಂಗಲರಾಯ ರೆಡ್ಡಿ, Marathi: के. चेंगलराया रेड्डी, Tamil: கிசாம்பள்ளி செங்கல்ராய ரெட்டி, Telugu: కె.చెంగలరాయ రెడ్డి; * 4. Mai 1902 in Kyasamballi, Distrikt Kolar, Mysore, Britisch-Indien, heute: Karnataka; † 27. Februar 1976 in Bangalore, Karnataka) war ein indischer Politiker des Indischen Nationalkongresses (INC), der von 1947 bis 1952 Chief Minister von Mysore war. Er war zwischen 1952 und 1957 Mitglied der Rajya Sabha, des Oberhauses des Parlaments (Bhāratīya Sansad), und daraufhin von 1957 bis 1962 als Mitglied der Lok Sabha an, des Unterhauses des Parlaments. Zugleich bekleidete er im Kabinett Nehru II (1952 bis 1957) sowie im Kabinett Nehru III (1957 bis 1962) mehrmals Ämter als Unionsminister. Darüber hinaus war er zwischen 1965 und 1971 Gouverneur von Madhya Pradesh.

## Leben
Kysambally Chengalaraya Reddy, Sohn von B. Venkata Reddy, absolvierte zunächst ein grundständiges Studium, welches er mit einem Bachelor of Arts (B.A.) beendete. Ein Studium der Rechtswissenschaften schloss er mit einem Bachelor of Laws (B.L.) ab. Bereits 1930 wurde er für den Indischen Nationalkongress (INC) Mitglied der Legislativversammlung (Legislative Assembly) des damaligen Fürstenstaates Mysore und fungierte zudem zwischen 1937 und 1938 sowie erneut von 1946 bis 1947 als Präsident der Kongresspartei in Mysore. Nach der Unabhängigkeit Indiens vom Vereinigten Königreich am 15. August 1947 war er von 1947 bis 1952 Mitglied der Legislativversammlung (Vidhana Sabha) des nunmehrigen Bundesstaates Mysore. Als Nachfolger von A. Ramaswami Mudaliar wurde er am 25. Oktober 1947 Chief Minister von Mysore und bekleidete dieses Amt bis zum 29. März 1952, woraufhin Kengal Hanumanthaiah ihn ablöste.
Reddy war zugleich zwischen 1947 und 1950 Mitglied der Verfassunggebenden Versammlung (Constituent Assembly). Am 13. Mai 1952 wurde er als Minister für Produktion in das Kabinett Nehru II berufen und bekleidete dieses Amt bis zum 16. April 1957. Am 9. Oktober 1952 wurde er zudem Mitglied der Rajya Sabha, des Oberhauses des Parlaments (Bhāratīya Sansad), und gehörte dieser nach seiner Wiederwahl am 3. April 1954 als Vertreter des Bundesstaates Mysore bis zum 18. März 1957 an.
Bei der Parlamentswahl 1957 wurde er für den INC im Wahlkreis Kolar zum Mitglied der Lok Sabha gewählt, des Unterhauses des Parlaments, und gehörte dieser bis Februar 1962 an. Daraufhin war er im Kabinett Nehru III vom 17. April 1957 bis April 1961 zunächst Minister für öffentliche Arbeiten, Wohnungsbau und Versorgung sowie im Anschluss nach einer Kabinettsumbildung als Nachfolger von Lal Bahadur Shastri zwischen April 1961 und dem 2. April 1962 Minister für Handel und Industrie.
Zuletzt übernahm K. Chengalaraya Reddy als Nachfolger von Hari Vinayak Pataskar am 11. Februar 1965 das Amt als Gouverneur von Madhya Pradesh und bekleidete dieses bis zum 7. März 1971, woraufhin Satya Narayan Sinha neuer Gouverneur wurde. Seine Amtszeit wurde nur kurzzeitig unterbrochen als P. V. Dixit vom 3. bis zum 9. Februar 1966 als Gouverneur fungierte.
Aus seiner Ehe mit Sarojamma Reddy gingen fünf Söhne und eine Tochter hervor.